# Battaglia di Shaho
La battaglia di Shaho fu uno scontro militare terrestre nell'ambito della guerra russo-giapponese. Fu combattuto nelle vicinanze del fiume Sha in Manciuria.

## Antefatti
La situazione per l'esercito imperiale russo era estremamente compromessa al termine della sconfitta di Liaoyang. A Mosca il governo e Nicola II diventavano sempre più impopolari a causa del grande dispendio di uomini e mezzi portato avanti in una guerra dagli esiti disastrosi.
Nicola II voleva a tutti i costi evitare un fallimento di proporzioni che avrebbe minato la reputazione e le stesse basi dell'Impero russo e per fare ciò riteneva necessario salvare Port Arthur (sotto assedio da mesi) e invertire l'inerzia del conflitto. Per raggiungere questi obbiettivi lo Zar utilizzò la nuova ferrovia transiberiana per far arrivare in breve tempo mezzi e uomini freschi al generale Kuropatkin.

## La battaglia

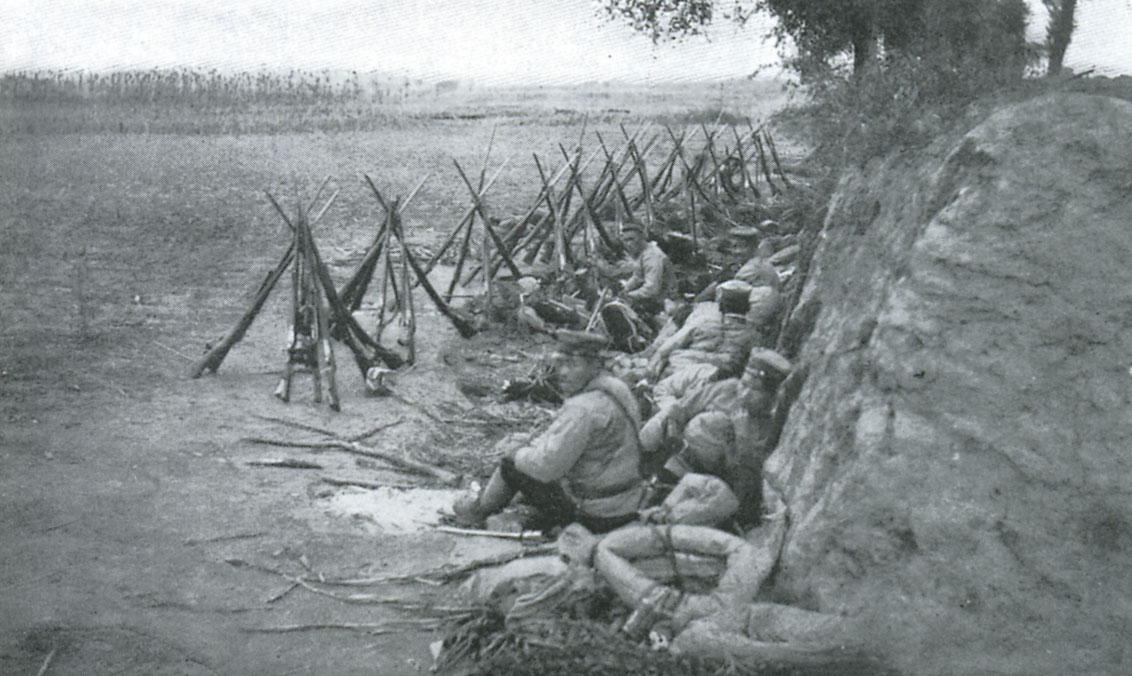
Truppe giapponesi nella battaglia di Shaho.

Il 5 ottobre 1904 l'esercito russo diede inizio a un'offensiva generale a nord di Liaoyang. L'attacco sul fianco sinistro giapponese riuscì lentamente a far guadagnare terreno ai russi e consentire a Kuropatkin di prendere l'iniziativa.
Le forze giapponesi consistevano nella I armata comandata da Kuroki Tamemoto, la II armata guidata da Yasukata Oku e la terza armata guidata da Nozu Michitsura. Il 10 ottobre 1904 il generale Oyama ordinò una controffensiva sul fianco destro dei russi, lasciato sguarnito, e il 13 ottobre Kuropatkin fu costretto a bloccare l'avanzata.
La battaglia durò ancora quattro giorni senza conquiste significative da parte dei russi, il 17 ottobre Kuropatkin ordinò di fermare l'attacco.

## Epilogo
Alla fine di due settimane di intensi combattimenti l'esito della battaglia si può sostanzialmente dire inconclusivo, i russi non riuscirono a raggiungere i grandi obbiettivi che si erano prefissati e i giapponesi ebbero gravi perdite e non furono in grado di conquistare nulla con la loro contro-offensiva.
Altri storici invece affermano che la vittoria andrebbe attribuita ai giapponesi visto che riuscirono a tenere la posizione pur essendo in marcata inferiorità numerica e non avendo un mezzo di supporto importante come la nuova ferrovia transiberiana appena inaugurata dai russi. Secondo questa interpretazione il contrattacco di Ōyama Iwao non era finalizzato a conquistare terreno ma solo a costringere i russi ad alleggerire la pressione e poter difendere la postazione.